# Den hemlighetsfulle motståndaren (film)
Den hemlighetsfulle motståndaren (engelska: The Secret Adversary) är en brittisk mysteriefilm från 1983 i regi av Tony Wharmby. Filmen är baserad på Agatha Christies deckare med samma namn från 1922. I huvudrollerna ses Francesca Annis och James Warwick. Filmen fungerade som en introduktion till serien i tio delar, en adaptation av Par i brott med samma skådespelare, som började sändas en vecka senare med titeln Agatha Christie's Partners in Crime. I Sverige visades filmen i kanal 1 den 30 april 1984.

## Historia
Detta var London Weekend Televisions andra bearbetning av ett verk av Agatha Christie och första gången som skådespelarna Francesca Annis och James Warwick parades samman i sina roller som Tommy och Tuppence Beresford. Paret hade spelat mot varandra i Varför bad de inte Evans?(1981) som Lady Franes Derwent och Bobby Jones. Filmen bygger på romanen med samma namn från 1922 och manuset skrevs av Pat Sanyds som senare skulle komma att göra flera bearbetningar för TV och film av Christies verk.

## Rollista i urval
- Francesca Annis - Prudence Cowley
- James Warwick - Thomas Beresford
- Reece Dinsdale - Albert
- Arthur Cox - kriminalkommissarie Marriott
- Gavan O'Herlihy - Julius P. Hersheimmer
- Alec McCowen - Sir James Peele Edgerton
- Honor Blackman - Rita Vandemeyer
- Peter Barkworth - Carter
- Toria Fuller - Jane Finn
- John Fraser - Kramenin
- George Baker - Whittington
- Donald Houston - Boris
- Joseph Brady - doktor Hall
- Wolf Kahler - tysken
- Peter Lovstrom - Henry
- Matthew Scurfield - Conrad
- Gabrielle Blunt - Annie

## Handling
I London 1919 återförenas den demobiliserade soldaten Tommy Beresford med sin barndomsvän och krigsvolontär Prudence "Tuppence" Cowley. Utan arbete och pengar bildar de "The Young Adventurers, Ltd". Deras första klient, en Mr Whittington, ger Tuppence ett misstänkt generöst erbjudande. Ihågkommande en till synes irrelevant anekdot av Tommy, när Whittington frågar om Tuppences namn, ger hon honom aliaset "Jane Finn." En chockad Whittington erbjuder henne 50 pund som muta och försvinner. Carter, en gammal vän till Tommy från brittisk underrättelsetjänst, berättar att Jane Finn var en brittisk agent som försvann när hon försökte leverera ett hemligt fördrag till den amerikanska ambassaden i London. Tommy och Tuppence går med på att hitta henne, men Carter varnar dem för en fiendeagent som bara är känd som "Mr Brown". På jakt efter Jane Finn är också hennes kusin Julius Hersheimmer, en amerikansk mångmiljonär.
Tommy och Tuppences utredning leder dem hem till fru Marguerite "Rita" Vandemeyer, en kvinna med flera mäktiga vänner, inklusive Whittington och Sir James Peel Edgerton, K C. Tuppence får jobb som fru Vandemeyers husa och tar hjälp av en ung pojke vid namn Albert som arbetar där. Tuppence hör Vandemeyer nämna Brown och tvingar henne att erkänna att hon känner till hans verkliga identitet. Fru Vandemeyer skriker, kollapsar och mumlar "Mr Brown" till Tuppence strax innan hon dör. Tuppence får ett telegram skickat av Tommy och rusar efter honom. Under tiden följer Tommy Boris Ivanovitch, en annan av Ritas medarbetare, till ett hus i Soho, där Tommy tas till fånga medan han försöker avlyssna ett möte med bolsjevistiska konspiratörer. En ung fransk kvinna i huset, Annette, hjälper honom att fly men vägrar själv att följa med. Tommy återvänder till Ritz och Tuppence.
Sir James upptäcker Jane Finn, som har återfått sitt minne efter en olycka. Hon berättar var hon gömt fördraget, men de hittar i stället ett meddelande från Brown. Medan han letar efter skrivpapper i Julius låda hittar Tommy ett fotografi av Annette. Tommy drar slutsatsen att Annette är den riktiga Jane Finn och den Jane Finn de träffade var falsk för att stoppa deras utredning. Han får en originalkopia av telegrammet skickat till Tuppence och ser att hennes destination ändrades på kopian han läste. Tommy och Albert fortsätter till rätt destination.
Hersheimmer arrangerar utgivningen av Tuppence och Annette. I Sir James bostad berättar Jane sin historia: efter att ha fått paketet blev hon misstänksam mot fru Vandemeyer. Jane lade tomma ark i originalpaketet och förseglade fördraget på tidningssidorna. När hon reste från Irland rånades hon och fördes till huset i Soho. Jane insåg avsikten hos sina fångare och fejkade minnesförlust och samtalade bara på franska. Hon gömde fördraget i en tavelram i sitt rum och har behållit sin roll som "Annette" sedan dess. Tuppence misstänker att Hersheimmer är Mr Brown. Sir James håller med och tillägger att den riktiga Hersheimmer dödades i Amerika och att hans bedragare dödade fru Vandemeyer. De rusar till Soho och återställer fördraget i huset. Sir James avslöjar sig som den sanna Mr Brown och tillkännager sin plan att döda dem, skada sig själv och sedan skylla det på den svårfångade Mr Brown. Julius och Tommy, som gömmer sig i rummet, övermannar Sir James. Han begår självmord med gift dolt i sin ring, det övertygande beviset för att övertyga Carter om sin gamla väns skuld. Tommys roll i att lösa mysteriet gör att hans rika farbror lovar att stödja honom ekonomiskt och göra Tommy till sin arvinge. Romanen slutar med att både Hersheimmer och Jane, och Tommy och Tuppence, förlovade sig för att gifta sig.